# Poltys pannuceus
Poltys pannuceus är en spindelart som beskrevs av Tamerlan Thorell 1895. Poltys pannuceus ingår i släktet Poltys och familjen hjulspindlar.
Artens utbredningsområde är Myanmar. Inga underarter finns listade i Catalogue of Life.